# 54. Sinfonie (Haydn)
Die Sinfonie G-Dur Hoboken-Verzeichnis I:54 komponierte Joseph Haydn im Jahr 1774 (die erweiterte Fassung zwischen 1774 und 1776) während seiner Anstellung als Kapellmeister beim Fürsten Nikolaus I. Esterházy.

## Allgemeines

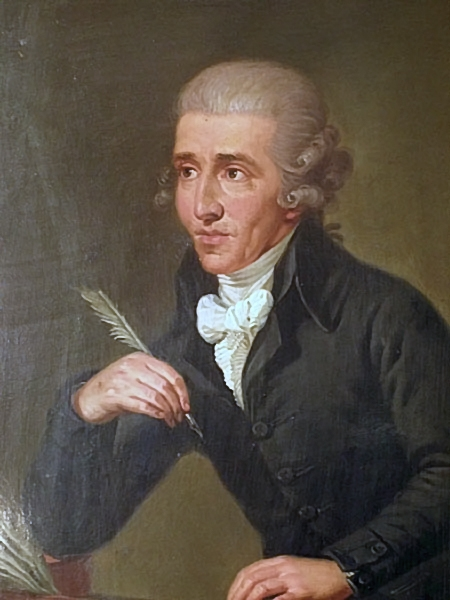
Joseph Haydn (Gemälde von Ludwig Guttenbrunn, um 1770)

Die ältesten Eintragungen zu dieser Sinfonie beginnen mit dem Presto, die späteren mit dem Adagio. Daher liegt es nahe zu vermuten, dass die Einleitung nachträglich komponiert wurde, möglicherweise jedoch vor der Veröffentlichung des Werkes beim Verlag Breitkopf im Jahr 1777. Ebenfalls als Autograph aus dem Jahr 1774 erhalten sind die Sinfonien Nr. 55, 56, 57 und 60.
Flöten, Fagott, Trompeten und Pauken wurden nachträglich dazugesetzt. Dies ist die größte Besetzung, die Haydn bis dahin und bis zu seiner Reise nach London im Jahr 1791 für eine Sinfonie vorgesehen hatte. Die Besetzung ist für ihre Zeit ungewöhnlich groß und weist in dieser Beziehung auf die späteren Pariser und Londoner Sinfonien hin. Die Vergrößerung der Besetzung hängt möglicherweise mit zeitgenössischen Aufführungen des Werkes in London zusammen.
Auch bezüglich anderer Aspekte hat Nr. 54 eine Sonderstellung, was insbesondere am Adagio assai auffällt: Die Verwendung harmonischer Überraschungen (z. B. zu Beginn der Durchführung: abrupter Wechsel von G-Dur zu B-Dur), die Effekte zur Erzeugung besonderer Klangfarben (z. B. die Schichtung ab Takt 108) und die Länge des Satzes. Beim ersten Satz ist die Vorschaltung einer langsamen Einleitung und der Themenbeginn des Prestos in tiefer Lage im Piano ungewöhnlich.

## Zur Musik
Besetzung: zwei Flöten, zwei Oboen, zwei Fagotte, zwei Hörner, zwei Trompeten, Pauken, zwei Violinen, Viola, Cello, Kontrabass. Möglicherweise wurde zudem ein Cembalo-Continuo eingesetzt, wobei hierzu in der Literatur unterschiedliche Auffassungen bestehen.
Aufführungszeit: ca. 30–40 Minuten (je nach Einhalten der vorgeschriebenen Wiederholungen).
Bei den hier benutzten Begriffen der Sonatensatzform ist zu berücksichtigen, dass dieses Schema in der ersten Hälfte des 19. Jahrhunderts entworfen wurde (siehe dort) und von daher nur mit Einschränkungen auf die Sinfonie Nr. 54 übertragen werden kann. Die hier vorgenommene Beschreibung und Gliederung der Sätze ist als Vorschlag zu verstehen. Je nach Standpunkt sind auch andere Abgrenzungen und Deutungen möglich.

### Erster Satz: Adagio maestoso– Presto
3/4-Takt (Adagio) / 4/4-Takte, 232 Takte
Adagio maestoso, Takt 1–17
Haydn eröffnet die Sinfonie als einfache Folge von Tonika (G-dur) – Dominante (D-Dur) – Tonika, die durch den Wechsel von Forte-Akkordschlägen und marschähnlichen, punktierten Rhythmen im Piano eine signalartige Wirkung bekommt. In Takt 4 setzt eine Bewegung in den Violinen an, die bereits etwas an das Hauptmotiv vom folgenden Presto erinnert. Im Fortissimo bricht in Takt 8 das gesamte Orchester mit einer aufwärts gehenden Figur im punktierten Rhythmus ein, die durch Vorhalte und Chromatik bereichert wird. Einen gewaltigen Klangteppich entfalten die Takte 13–16, insbesondere in den Bläsern. Die Einleitung endet als Unisono-D inklusive Paukenwirbel und Fermate. Das D als Basis von D-Dur wirkt dominantisch zum anschließenden G-Dur des Prestos. Zur Funktion der Einleitung siehe bei der Sinfonie Nr. 50.
Presto, Takt 18–232

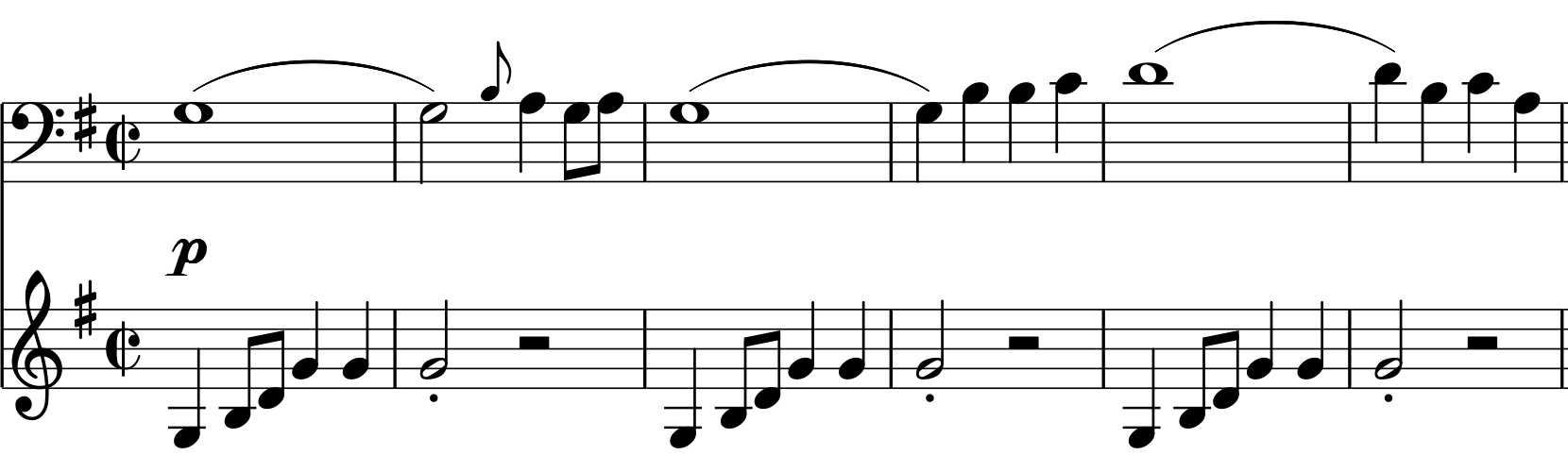
Beginn des Presto, Fagott und 1. Violine

Der Satz beginnt für eine Sinfonie der damaligen Zeit ungewöhnlich: Unter dem achttaktigen Solo der Hörner und Fagotte spielen die Streicher im Piano und Unisono eine zweitaktige Figur aus einem aufwärts gehenden, gebrochenen G-Dur-Dreiklang; diese Figur wird während des Bläsersolos viermal wiederholt (Ostinato-Motiv). Als motivisch selbständige Antwort (oder als Nachsatz innerhalb des ersten Themas) folgt dann eine viertaktige Melodie in der 1. Violine, die wiederholt wird. Erst in Takt 33 setzt der gesamte Orchesterapparat forte mit ein mit einer schließenden Variante des Motivs.
Der folgende Abschnitt ab Takt 37 reiht mehrere Motive aneinander. Bemerkenswert sind Takt 56/57 mit seinem „Marschmotiv“: eine eintaktige Tonwiederholung im Forte-Unisono auf D (Takt 56) und H (Takt 57) im Rhythmus des Ostinato-Motivs. Darauf antworten in Takt 58/59 Oboe und 1. Violine sowie in Takt 60/61 die Holzbläser jeweils mit einem zweitaktigen Motiv im Piano. In Takt 68/69 hat das Marschmotiv einen dritten Auftritt, jetzt wieder im Forte, gefolgt von einer Variante des Ostinato-Motivs (Takt 71–75) und der Schlussgruppe (Takt 76–81), die das Ostinato-Motiv im Bass betont.
Die Durchführung (Takt 82–147) verbindet zunächst auf H-Dur das Ostinato-Motiv mit dem chromatischen Viertelmotiv von Takt 48. Anschließend tritt das Viertelmotiv piano in verkürzter Variante in einen Dialog mit dem Hauptmotiv (forte), dabei werden C-Dur, h-Moll und a-Moll erreicht. Es folgt eine Forte-Unisono-Sequenz mit dem Ostinato-Motiv in den Streichern (Takt 100–106), ehe die Bewegung in Takt 106/107 mit einer Generalpause abbricht. In sanftem, gefestigtem E-Dur beginnen Streicher und Fagott von neuem, ab Takt 116 kommt die Septime dazu, um eine erneute Sequenz-Passage des Ostinato-Motivs ab Takt 120 anzukündigen. Der nächste Abschnitt (Takt 127–134) stellt dem Viertelmotiv einen Kontrapunkt in Form von sechs aufsteigenden Vierteln entgegen. Während das Viertelmotiv zunächst weiter in Bass, Flöte und Fagott verläuft, befreien sich die Violinen durch ihre tremoloartige, spannungserzeugende Begleitfigur, die durch das Auftreten vom Marschmotiv (Takt 143–145) noch verstärkt wird. Nach einem Takt Generalpause entlädt sich die Spannung in der Reprise (Takt 147 ff.).
Die Reprise weicht in folgenden Punkten von der Exposition ab:
- die viertaktige Melodie der 1. Violine im ersten Thema wird zweimal wiederholt, allerdings variiert (in Moll und tiefer sequenziert) und mit anderer Fortspinnung ab Takt 167;
- in einem neuen Abschnitt tritt das Hauptmotiv versetzt in den Violinen auf (Takt 195–200);
- Trugschluss in Takt 215 im Pianissimo auf einem A-Dur Septnonakkord mit Fermate;
- erweiterte Schlussgruppe (Takt 216–232): fünf Takte Überleitung der Streicher mit Motiv von der Melodie des ersten Themas (entsprechend Takt 27) – Hauptmotiv im Forte – nochmals fünf Takte Streicher-Überleitung – Schlussgruppe wie am Ende der Exposition.

Exposition sowie Durchführung und Reprise werden wiederholt.

### Zweiter Satz: Adagio assai
C-Dur, 3/4-Takt, 137 Takte. Streicher mit Dämpfern; Flöten, Trompeten und Pauken schweigen. Zum Satzbeginn in den Streichern: „cantabile“ (ital. für „sanglich“)

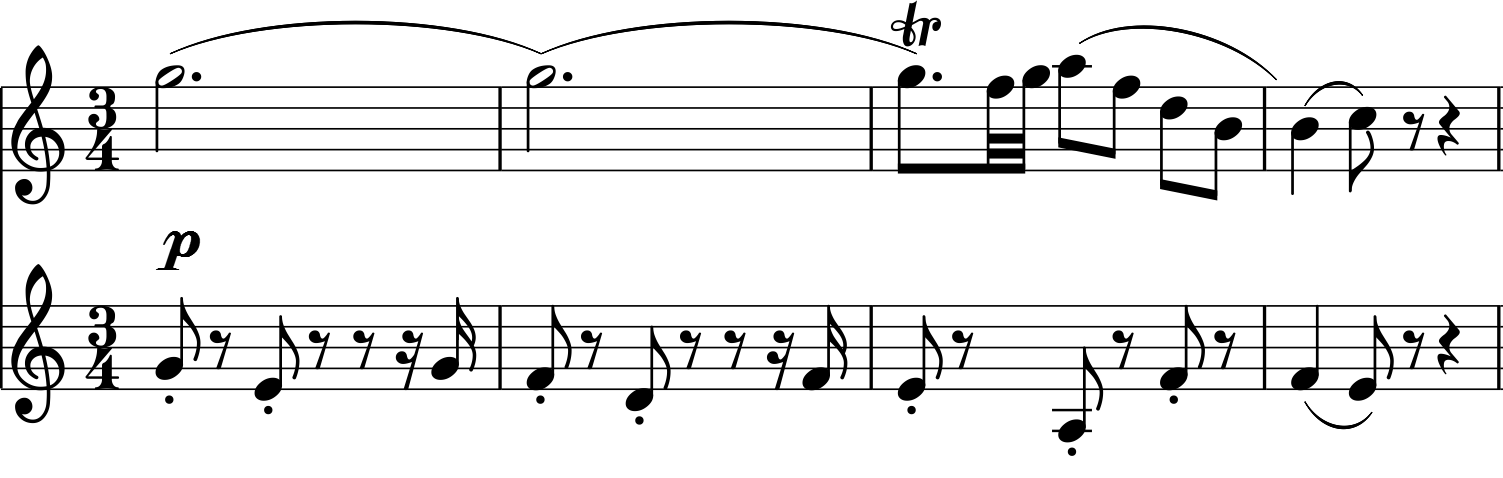
Beginn des Adagio assai, Violine 1 und 2

Ungewöhnlich ist, dass das Adagio noch durch ein „assai“ verstärkt wird. Damit ist dieser Satz bezüglich der Spielzeit einer der längsten langsamen Sinfonie-Sätze, die Haydn je geschrieben hat (insbesondere bei Einhalten der vorgeschriebenen Wiederholungen; jedoch wird in den meisten Einspielungen selbst die Wiederholung der Exposition weggelassen). Ungewöhnlich ist auch, dass der Satz durch seine Länge und den bedeutungsschweren Inhalt vom Hörer hohe Aufmerksamkeit erfordert. Bemerkenswert ist weiterhin die klangfarbenreiche Atmosphäre mit ihrer „zögernden, traumähnlichen Schönheit“.
Der Abschnitt des ersten Themas (Hauptthema) ist insgesamt 16 Takte lang. Im Vordersatz spielen die Streicher – überlagert vom ausgehaltenen G der 1. Violine – eine abgesetzte Terzfigur, die nach zwei Takten in eine kadenzierende Schlussfloskel übergeht. Im Nachsatz sind die Oboen stimmführend. Zunächst spielen sie Vorhalte, deren „Lücken“ durch ein Triolenmotiv der 1. Violine gefüllt wird, dann eine sangliche Melodie aus abwärts gehenden Vierteln und als „Antwort“ eine Schlusswendung mit Achteln.
Im Folgenden wird das Triolenmotiv aufgegriffen: Zunächst mit versetztem Einsatz und um eine Achtelfigur erweitert (erweitertes Triolenmotiv, Takt 17–20), dann als Variante mit charakteristischem Schlussintervall aufwärts, unterlegt von sanglicher, betonter Viertelbewegung im Bass (Takt 21/22, wird wiederholt). Nach Weiterführung des Triolenmotivs kündigt sich über Forte-Akkorde auf G und D, die von Pausen umgeben sind, eine Zäsur an. Tatsächlich folgt nun eine Art Mini-Solokadenz (Takt 28/29) der 1. Violine, so dass sich der Hörer an den Schluss von Konzertsätzen erinnert fühlt. Dieser Eindruck wird jedoch wieder verunsichert, da nun Sextolen-Läufe der 1. Violine mit Viertelbegleitung der übrigen Streicher (Takt 30–35) und ein Synkopen-Abschnitt für beide Violinen (Takt 35–38) folgen. Über zwei Akkorde, die durch klopfende Tonwiederholung aufgebaut werden (F-Dur und verminderter Akkord Takt 39/40, „Klopfmotiv“) und in einen G-Dur-Akkord münden, wird wieder die Erwartungshaltung für eine Kadenz aufgebaut. Die nun folgende zweite Kadenz für die 1. Violine ist mit fünf Takten länger als die voriger und basiert auf dem erweiterten Triolenmotiv. In der Schlussgruppe (Takt 47–49, G-Dur) ist die 1. Oboe stimmführend und spielt ein Motiv mit aufsteigender Dreiklangsmelodik.
Die Durchführung (Takt 50–74) greift das „Klopfmotiv“ aus Takt 39 auf, überraschenderweise jedoch auf dem zu G-Dur harmonisch fernen B. Eine besondere Betonung des B ergibt sich auch dadurch, dass neben den Streichern auch die Hörner das B unisono anstimmen. Bleibt die Harmonie in Takt 50 noch offen (B-Dur oder g-Moll), deutet das G in Takt 51 g-Moll an. Die Wendung in Takt 52 lässt einen Schluss nach d-Moll erwarten, stattdessen setzt das Unisono-B erneut ein. Erst der zweite Anlauf führt dann nach d-Moll. Hier wird der Vordersatz des Hauptthemas mit dem Triolenmotiv und dem verkürzten Klopfmotiv moduliert: d-Moll (Takt 57–62), F-Dur (Takt 62–68), anschließend nur noch mit dem Triolen- und Klopfmotiv (g-Moll, E-Dur, D-Dur-Septakkord). Mit dem Klopfmotiv auf E in den Hörnern erfolgt die Überleitung zur Reprise (Takt 75 ff.).
Die Reprise unterscheidet sich u. a. in folgenden Punkten von der Exposition: Variierter Nachsatz vom ersten Thema (Takt 81 ff.); gut hörbares, ausgehaltenes tiefes C im Horn während der Viertel-Bassfigur (Takt 88 f. analog Takt 21 f.); Erweiterung und Schichtung im Aufbau der Akkorde, welche die zweite Kadenz ankündigen (Takt 106 ff.); Verbindung von zweiter Kadenz und erweitertem Sextolen-Abschnitt (Takt 118 ff.). Die letzten Takte der zweiten Kadenz (Takt 133/134) erinnern an die Einleitung aus Haydns 6. Sinfonie. Exposition sowie Durchführung und Reprise werden wiederholt.

### Dritter Satz: Menuet: Allegretto
G-Dur, 3/4-Takt, mit Trio 70 Takte
Die viertaktige, wiegende Hauptmelodie wird ungewöhnlicherweise von Bläsern und Bass im Forte vorgetragen, während die sonst stimmführenden Violinen mit Vorschlags-Vierteln begleiten. Dazu kontrastiert ein zweites Motiv mit abwärts gehender Figur, die zunächst im Piano von den Violinen, dann im Forte-Tutti gespielt wird. Dieses Motiv ist auch Gegenstand der „Durchführung“ zu Beginn des zweiten Menuett-Teils.
Im Trio (ebenfalls in G-Dur) spielen Streicher und Fagott Solo eine einprägsame, etwas wehmütige Melodie. Das Fagott spielt die Stimme der 1. Violine eine Oktave tiefer. Diese Kombination von Instrumenten hat Haydn auch in späteren Werken wiederholt angewandt, bspw. in den langsamen Sätzen der Sinfonien Nr. 93 und 94.

### Vierter Satz: Finale. Presto
G-Dur, 4/4-Takt, 155 Takte

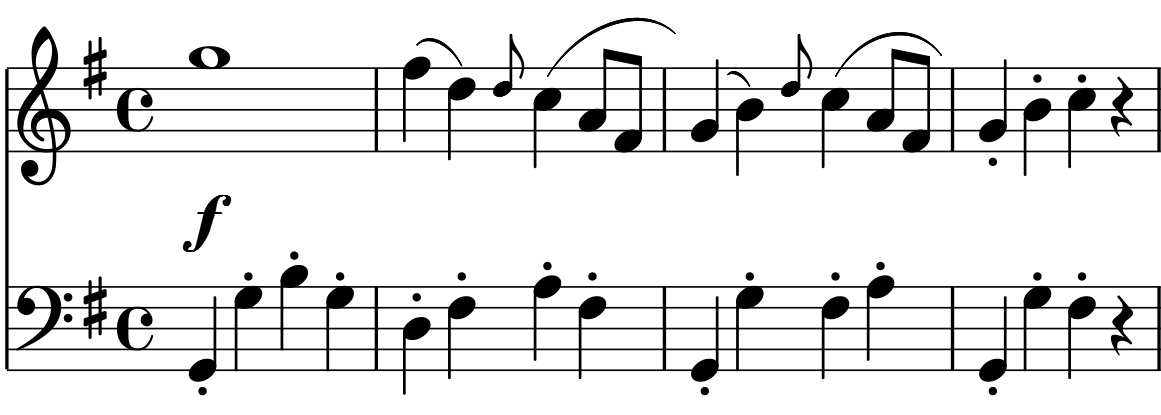
Beginn des Presto, 1. Violine und Bass

Das Finale hat mit dem ersten Satz nicht nur die Tempobezeichnung gemeinsam, ähnlich sind auch beide Satzanfänge: Die Melodie beginnt als ganztaktige Note und ist von einer charakteristischen Bassfigur (hier: gehende Bewegung in Staccato-Vierteln) unterlegt. Die Melodie oder thematische Haupteinheit (gespielt von 1. Flöte, 1. Oboe und 1. Violine) ist vier Takte lang; 2. Violine und Viola begleiten mit Synkopen, die übrigen Bläser mit halben bzw. ganzen Notenwerten. Nach dem ersten Durchlauf des Themas werden die letzten beiden Takte echohaft im Piano wiederholt, bevor die thematische Einheit nochmals im Forte-Tutti gespielt wird. Der Überleitungsabschnitt (Takt 10–37) bringt zunächst mit Akzenten betonte halbe Noten auf der zweiten Zählzeit in den Violinen (u. a. viermalige energische Wiederholung von G in Takt 14–17), unterlegt von einem Oktavtremolo im Bass. In Takt 18 tritt im Bass erstmals ein für den weiteren Satz wichtiges Motiv mit gleichmäßiger Achtelfigur auf, die durch zwei Sechzehntel aufgelockert wird. Dieses Motiv wird dann auch von den Streichern übernommen, z. B. im Unisono bei Takt 24 f.
In Takt 37 ist die Doppeldominante A-Dur erreicht, die dominantisch zum folgenden zweiten Thema (Takt 38–46) in D-Dur fungiert. In der ersten Themenhälfte spielt die stimmführende 1. Violine eine abgesetzte, rhythmische Figur, in der zweiten beteiligen sich die bisher mit ausgehaltenem A begleitenden Oboen an der Stimmführung. Der folgende, zur Schlussgruppe überleitende Teil greift das Motiv von Takt 18 sowie die Akzente auf und moduliert von A-Dur nach D-Dur. Dabei erinnert die Floskel Takt 55 f. etwas an die zweite Hälfte vom zweiten Thema. In der Schlussgruppe (Takt 63–65, je nach Ansicht auch vorher abgrenzbar) erklingt das Motiv von Takt 18 nochmals im Forte-Unisono.
Die Durchführung beginnt mit einem d-Moll-Brummen der Streicher, das von der Struktur an Takt 49 erinnert (nun aber legato statt staccato). Im Folgenden (ab Takt 74) läuft die Exposition als verkürzte Variante ab: das erste Thema wird nach a-Moll und C-Dur moduliert, daran schließt sich der Abschnitt mit den betonten Akzenten und dem Motiv von Takt 18 an. In Takt 93 ist h-Moll erreicht, dass dominantisch zum e-Moll Einsatz des zweiten Themas wirkt. Dieses bricht jedoch in der ersten Hälfte ab, und es setzt unvermittelt die Reprise in Takt 98 mit dem ersten Thema im Forte ein. Überraschenderweise wird das erste Thema ab Takt 102 einmal im g-Moll-Piano wiederholt, so dass der Hörer nicht weiß, ob Takt 98 ff. möglicherweise eine Scheinreprise gewesen ist. Dieser Eindruck verstärkt sich noch, als Haydn dann das erste Thema in B-Dur vorstellt, dieses jedoch nach zwei Takten abbricht und – zunächst noch in B-Dur – das Motiv von Takt 18 sequenziert. Diese Sequenzierung erfolgt in einem recht langen Abschnitt (Takt 108–118) und enthält einen Spannungsaufbau, da das Hauptmotiv in der 1. Violine nur minimal verändert wird, während die Basslinie taktweise chromatisch abwärts schreitet. Begleitet wird diese Passage von Akkorden der Bläser und Synkopen der 2. Violine. In Takt 119 ist der Zielpunkt D-Dur erreicht, und die Spannung kann sich in einer Fanfare der Trompeten entladen. Der Spannungsaufbau erinnert von der Struktur etwas an den Beginn der Durchführung im Finale der 44. Sinfonie.
Das zweite Thema setzt in Takt 128 in der Tonika G-Dur ein, der Rest der Reprise ist ähnlich der Exposition strukturiert. Je nach Ansicht kann man die Reprise damit in Takt 98 oder mit Beginn des zwein Themas in Takt 128 setzen. Exposition sowie Durchführung und Reprise werden wiederholt.